# Ceratoleptes
Ceratoleptes is een geslacht van hooiwagens uit de familie Gonyleptidae.
De wetenschappelijke naam Ceratoleptes is voor het eerst geldig gepubliceerd door H. E. M. Soares & B. A. Soares in 1979. 

## Soorten
Ceratoleptes is monotypisch en omvat slechts de volgende soort:
- Ceratoleptes proboscis